# Famille de Trians
La famille de Trian, parfois de Trians, est une famille de la noblesse française.

## Histoire
Très peu de choses sont connues sur cette famille dont l'origine semble remonter au XIIIe siècle. Originaire du Quercy, elle revêt tous les caractères de l'ancienne chevalerie selon Louis Lainé. Elle s'éteint en 1426 avec Anne de Trians qui épouse Antoine de Sassenage. C'est en faveur d'Arnaud de Trians que la seigneurie de Tallard fut érigée en vicomté en 1326 par le roi Robert Ier de Naples.[réf. nécessaire]
Un des premiers membres connu, dont la filiation peut être établie, est Guilhem (ou Guillaume) de Trian, bourgeois de Cahors qui épouse Huguette Duèze, sœur de Jacques mieux connu sous le nom de Jean XXII[réf. nécessaire]. Cette parenté va profiter aux Trians qui seront pourvus d'importantes charges telles que maréchal de l’Église.
Son principal membre est Arnaud de Trians (mort en 1350), fils de Guilhem, qui suivit son oncle Jean XXII et se mit au service du Roi de Naples. Ce dernier le couvrit de charges telles que maître de la milice, juge du comté de Molise et Melfi ou encore Grand-Hussier du royaume de Naples. En 1309, il épouse Marie de Bari (ou de Kyriel de Bari ou de Barri ou de Bar) dame de Troyan de Trians   fille de Bonussinus, ministre de Charles I d'Anjou et de Constance de Narbonne. En 1313, il est pourvu du comté d'Alife. Jean XXII le nomme maréchal de l’Église et gouverneur du Comtat Venaissin, ce qui le ramène en France. Il est chargé de l'enquête relative aux tentatives d'envoutement ou d'empoisonnement du pape et des cardinaux et de l'exécution d'Hugues Géraud, évêque de Cahors, qui en est le principal accusé. Il échange son comté d'Alife contre la terre de Tallard avec les chevaliers de l'Ordre de Saint-Jean de Jérusalem en 1326. En secondes noces, il épouse Constance, cousine de sa première femme Marie de Bar dame de Troyan de Trians et  fille d'Amalric II, vicomte de Narbonne et de Jeanne de L'Isle-Jourdain. Il laisse plusieurs enfants qui s’allieront aux familles d'Oraison, des Baux, d'Agoult, de Poitiers, etc. Son fils Raymond, vicomte de Tallard aura une fille, Anne qui épousera, en 1375, Antoine de Sassenage et sera la dernière de sa famille. Une autre descendance à nos jours est représentée par une branche parallèle avec les Troyano - de Trians (Trojano-seigneurs de Trojano).[réf. nécessaire]

## Arbre généalogique
La généalogie de la famille de Trians est connue du XIIIe au XVe siècle,.
- Guillaume de Trians x Huguette Duèze
  - Arnaud de Trians, vicomte de Tallard x Marie de Bari (ou de Barri ou de Barr) dame de Troyan-Trians puis xx Constance de Narbonne (cousine de Marie)
    - Jeanne de Trians x Guichard de Poitiers
    - Louis de Trians, vicomte de Tallard x Anne de Terride puis xx Mabile d'Agoult
      - Raymond de Trians, vicomte de Tallard x N.
        - Anne de Trians, vicomtesse de Tallard x Antoine de Sassenage, seigneur de Saint-André
          - Jean de Sassenage x Françoise de Montmajour
            - Françoise de Sassenage x Antoine de Clermont, baron de Clermont en Trièves, premier baron du Dauphiné
            - Marie de Sassenage x acques de Miolans

        - Louis de Trians

      - Constance de Trians x Lambert Adhémar de la Garde
      - Alix de Trians, en religion
      - Briande de Trians x Guillaume de Glandeves, seigneur de Cuers
        - Isnard de Glandeves, seigneur de Gréoux
        - Victor de Glandeves, seigneur de Montaud
        - Raimond de Glandeves, seigneur de Cuers
        - Constance de Glandeves x Raimond V des Baux, prince d'Orange
        - Aimery de Glandeves x Marguerite d'Oraison
        - Marguerite x Georges de Castellane-Salernes

    - Constance de Trians
    - Aimery de Trians

## Armes
| Blason | Blasonnement : Trians : d'argent à un lion d'azur lampassé et armé de gueules, denticulé en bordure de huit pièces d'azur. |

## Titres
- Seigneur de Creichac
- Baron de Castelnau de Montmirail[9]
- Comte d'Alife (royaume de Naples)[réf. nécessaire]
- Seigneur de Tubarola (royaume de Naples)[réf. nécessaire]
- Vicomte de Tallard